# Peribatodes decosteraria
Peribatodes decosteraria là một loài bướm đêm trong họ Geometridae.